# Lijst van gedenktekens in Paramaribo
Hieronder volgt een lijst van gedenktekens in Paramaribo.
| Artikel                                                                                            | Type                      | Omschrijving                                                                                           | Foto | Kunstenaar                                                                                    | Onthulling | Locatie                                                          |
| -------------------------------------------------------------------------------------------------- | ------------------------- | --- | ---- | --------------------------------------------------------------------------------------------- | ---------- | ---------------------------------------------------------------- |
| Monument 10 oktober 1760                                                                           | beeld                     | Vredesverdrag van 1760                                                                                 |      | Marcel Pinas                                                                                  | 2006       | Plein van 10 oktober 1760                                        |
| Vertrouwen in Eigen Kunnen                                                                         | beeldengroep              | 25-jarig jubileum Staatsolie Maatschappij Suriname                                                     |      | Erwin de Vries                                                                                | 2005       | Dr. Ir. H.S. Adhinstraat                                         |
| Borstbeeld van Eddy Jharap                                                                         | borstbeeld                | Eddy Jharap, oprichter Staatsolie                                                                      |      | Erwin de Vries                                                                                | 2005       | Dr. Ir. H.S. Adhinstraat                                         |
| Borstbeeld van Louis Doedel                                                                        | borstbeeld                | Louis Doedel, vakbondsleider, politiek gevangene                                                       |      | Erwin de Vries                                                                                | 2013       | SIVIS, Arabistraat                                               |
| Gedenkzuil van de Franciscanessen van Roosendaal                                                   | gedenkzuil                | Franciscanessen van Roosendaal, Zusters-onderwijzeressen in Suriname                                   |      | Leo Wong Loi Sing                                                                             | onbekend   | Henck Arronstraat, bij de Kathedraal van Paramaribo              |
| Grafmonument van Petrus Donders                                                                    | grafmonument              | Petrus Donders, melaatsenpriester                                                                      |      | bewoners van de Esther Stichting                                                              | 2010       | Henck Arronstraat, in de Kathedraal van Paramaribo               |
| Borstbeeld van Johanna Schouten-Elsenhout                                                          | borstbeeld                | Johanna Schouten-Elsenhout, dichteres                                                                  |      | Erwin de Vries                                                                                | 2011       | Henck Arronstraat, voor CCS                                      |
| Gedenkzuil van De Surinaamsche Bank                                                                | beeld                     | 125-jarig jubileum DSB                                                                                 |      | Erwin de Vries                                                                                | 1990       | Henck Arronstraat, voor de bank                                  |
| Borstbeeld van Anthony Nesty                                                                       | borstbeeld                | Anthony Nesty, Olympisch zwemkampioen                                                                  |      | Erwin de Vries                                                                                | 1995       | Henri J. Benjaminstraat, vereniging De Dolfijn                   |
| Standbeeld van Janey Tetary                                                                        | standbeeld                | Janey Tetary, opstandleidster                                                                          |      | George Ramjiawansingh                                                                         | 2017       | Grote Combéweg                                                   |
| Monument van Lodewijk Stumpf                                                                       | gedenkplaat               | Lodewijk Stumpf, stichter van Buiten-Sociëteit Het Park                                                |      | onbekend                                                                                      | 1903       | Grote Combéweg                                                   |
| Monument van Buiten-Sociëteit Het Park                                                             | gedenkplaat               | herbouw Buiten-Sociëteit Het Park                                                                      |      | onbekend                                                                                      | 1954       | Grote Combéweg                                                   |
| Borstbeeld van Fred Ramdat Misier                                                                  | borstbeeld                | Fred Ramdat Misier, waarnemend president                                                               |      | Erwin de Vries                                                                                | 2007       | Grote Combéweg                                                   |
| Mama Sranan                                                                                        | beeldengroep              | de vijf bevolkingsgroepen van Suriname                                                                 |      | Jozef Klas                                                                                    | 1965       | Kleine Combéweg                                                  |
| Buste van Van Asch van Wijck                                                                       | borstbeeld                | Titus van Asch van Wijck, gouverneur                                                                   |      | Charles van Wijk                                                                              | 1904       | Kleine Combéweg                                                  |
| Buste van Trefossa                                                                                 | borstbeeld                | Trefossa, grondlegger Surinaamse poëzie                                                                |      | Erwin de Vries                                                                                | 2012       | Kleine Combéweg                                                  |
| Baba en Mai                                                                                        | standbeelden              | Hindoestaanse immigratie                                                                               |      | Krishnapersad Khedoe                                                                          | 1994       | Kleine Combéweg                                                  |
| Standbeeld van Henck Arron                                                                         | standbeeld en tuin        | Henck Arron, premier en nastrever onafhankelijkheid                                                    |      | Erwin de Vries                                                                                | 2008       | Kleine Combéweg                                                  |
| Borstbeeld van Johan Eilerts de Haan                                                               | borstbeeld                | Johan Eilerts de Haan, leider Corantijn-expeditie                                                      |      | Bart van Hove                                                                                 | 1912       | Commewijnestraat, bibliotheek Surinaams Museum                   |
| Borstbeeld van Barnet Lyon                                                                         | borstbeeld                | George Henry Barnet Lyon                                                                               |      | Italiaanse maker, ontwerp (foto) van Alfred del Castilho                                      | 1908       | Commewijnestraat, bibliotheek Surinaams Museum                   |
| Borstbeeld van koningin Wilhelmina                                                                 | borstbeeld                | Koningin Wilhelmina, geschenk aan Leprozerie Majella                                                   |      | Atelier Erven Grisanti                                                                        | 1909       | Commewijnestraat, bibliotheek Surinaams Museum                   |
| Plaquette van Johannes Martinus Theunissen                                                         | gedenkplaat               | Jan Theunissen, onderwijspionier                                                                       |      | Erwin de Vries                                                                                | 2003       | Commewijnestraat, bij het atheneum                               |
| TRIS-monument                                                                                      | gedenkzuil                | gevallene dienstplichtigen van de Troepenmacht in Suriname                                             |      | Lia Krol en Jaap Paasman                                                                      | 2013       | Abraham Crijnssenweg                                             |
| Buste van Eddy Snijders                                                                            | borstbeeld                | Eddy Snijders, musicus en componist                                                                    |      | Erwin de Vries                                                                                | 2003       | Abraham Crijnssenweg                                             |
| I love SU                                                                                          | lettermonument            | 35-jarig jubileum Surinaamse onafhankelijkheid                                                         |      | George Struikelblok                                                                           | 2011       | Abraham Crijnssenweg                                             |
| I love OW                                                                                          | lettermonument            | recycling-monument van Openbare Werken                                                                 |      | onbekend                                                                                      | 2024       | Jaggernath Lachmonstraat                                         |
| Borstbeeld van Andrés Bello                                                                        | borstbeeld                | Andrés Bello, Venezolaans dichter, geleerde en politicus                                               |      | onbekend                                                                                      | onbekend   | Frederik Derbystraat                                             |
| Borstbeeld van Hugo Chávez                                                                         | borstbeeld                | Hugo Chávez, Venezolaans president                                                                     |      | Nelson Bermúdez                                                                               | 2016       | Frederik Derbystraat                                             |
| Monument Covidslachtoffers                                                                         | standbeeld                | Covidcrisis in Suriname                                                                                |      | Rahied Abdoel                                                                                 | 2024       | Flustraat, Academisch Ziekenhuis Paramaribo                      |
| Borstbeeld van Sophie Redmond                                                                      | borstbeeld                | Sophie Redmond, eerste vrouwelijke creoolse dokter                                                     |      | Jo Rens                                                                                       | onbekend   | Flustraat, Academisch Ziekenhuis Paramaribo                      |
| Borstbeeld van Paul Flu                                                                            | borstbeeld                | Paul Flu, pionier hygiënewetenschappen                                                                 |      | Jaap Gutterswijk                                                                              | onbekend   | Flustraat, Academisch Ziekenhuis Paramaribo                      |
| Kodjo, Mentor en Present                                                                           | plaquette                 | Kodjo, Mentor en Present, verzetsstrijders                                                             |      | onbekend                                                                                      | 2000       | Heiligenweg                                                      |
| Kodjo, Mentor en Present                                                                           | plaquette                 | Kodjo, Mentor en Present, verzetstrijders                                                              |      | onbekend                                                                                      | 2018       | Heiligenweg, Kodjo, Mentor en Presentpren                        |
| Kunstwerk met paarden                                                                              | plaquette                 | In memoriam Helga Cambridge-Weyrich                                                                    |      | onbekend                                                                                      | onbekend   | Prins Hendrikstraat, Ons Erf                                     |
| Borstbeeld van Luchmon Sing                                                                        | borstbeeld                | Luchmon Sing, succesvolle Hindoestaanse immigrant                                                      |      | onbekend (Italiaans)                                                                          | 1923       | Hindilaan, Suriname Hindi Parishad                               |
| Historische waterput                                                                               | plaquette                 | restauratie als geschenk bij 150 jaar Ketikoti                                                         |      | Howard Vasilda (restauratie)                                                                  | 2013       | Oude Hofstraat                                                   |
| Borstbeeld van Wilhelmus Wulfingh                                                                  | borstbeeld                | Wilhelmus Wulfingh, apostolisch vicaris                                                                |      | onbekend                                                                                      | 1969       | Van Idsingastraat, Mgr. Wulfinghschool                           |
| 100 jaar Javaanse immigratie                                                                       | gedenkzuil                | Gunungan, Javaanse Surinamers                                                                          |      | Soekidjan Irodikromo en John Djojo                                                            | 1990       | Jozef Israëlstraat, Sana Budaya                                  |
| Plaquette voor natuurreservaten in Suriname                                                        | plaquette                 | natuurreservaten in Suriname                                                                           |      | onbekend                                                                                      | 1989       | Cornelis Jongbawstraat, STINASU                                  |
| Borstbeeld van Sonny Ma Ajong                                                                      | borstbeeld                | Sonny Ronald Ma Ajong, grondlegger Surinaams Alcohol Bedrijf                                           |      | Erwin de Vries                                                                                | 2017       | Cornelis Jongbawstraat, Rumhuis                                  |
| Vader en Zoon                                                                                      | beeldengroep              | 25-jarig jubileum Sticusa                                                                              |      | Stuart Robles de Medina                                                                       | 1977       | Dr. Samuel Kafiluddistraat                                       |
| Borstbeeld van Carlho Wijdh                                                                        | borstbeeld                | Carlho Wijdh, oprichter van de Coöperatieve Spaar- en Kredietbank Godo                                 |      | Erwin de Vries                                                                                | 2014       | Keizerstraat                                                     |
| Holocaustmonument                                                                                  | gedenkzuil                | omgekomen Surinaamse Joden tijdens de Tweede Wereldoorlog                                              |      | Philip Dikland                                                                                | 2016       | Keizerstraat, Synagoge Neve Shalom                               |
| Beeld van Jezus                                                                                    | standbeeld                | Heilighartbeeld, Jezus, stichter van het christendom                                                   |      | onbekend                                                                                      | onbekend   | St. Alfonsuskerk, Verlengde Keizerstraat 65                      |
| Beeld van Alphons                                                                                  | standbeeld                | Alfonsus van Liguori, stichter van de redemptoristen                                                   |      | onbekend                                                                                      | onbekend   | St. Alfonsuskerk, Verlengde Keizerstraat 65                      |
| Helstonemonument                                                                                   | gedenkzuil met borstbeeld | musicus en schrijver Johannes Helstone                                                                 |      | Charles Nieleveld met beeltenis gegraveerd door Johan Mezas                                   | 1948       | Kerkplein                                                        |
| Buste van Simón Bolívar                                                                            | borstbeeld                | Simón Bolívar, Latijns-Amerikaans vrijheidsstrijder                                                    |      | onbekend                                                                                      | 1955       | Kerkplein                                                        |
| Gedenksteen voor Annetta Bos-Visser                                                                | gedenkplaat               | Annetta Bos-Visser, leidster weeshuis                                                                  |      | Wim Bos Verschuur en Johan Mezas                                                              | 1935       | Kerkplein, Centrumkerk                                           |
| Kunstwerken op het hoofdpostkantoor                                                                | kunst in openbare ruimte  | toegepaste schilderkunst                                                                               |      | Nola Hatterman, Nic Loning, Erwin de Vries en Jo Rens                                         | 1958       | Grote Kerkstraat                                                 |
| Muurschildering op het Belastingkantoor Kerkplein                                                  | muurschilderingen         | diverse culturen van Surinamers en de flora en fauna in Suriname                                       |      | Fabian de Randamie met meerdere kunstenaars, Paramaribo Urban Rehabilitation Programma (PURP) | 2024       | Kerkplein                                                        |
| Standbeeld van Mahatma Gandhi                                                                      | standbeeld                | Mahatma Gandhi, Indiaas onafhankelijkheidsstrijder                                                     |      | onbekend, uit India                                                                           | 1959       | Knuffelsgracht                                                   |
| Standbeeld van Mahatma Gandhi                                                                      | standbeeld                | Indiaas onafhankelijkheidsstrijder                                                                     |      | S. Manna                                                                                      | 1962       | Kartaramstraat                                                   |
| Gedenksteen voor Anton de Kom                                                                      | gedenksteen               | Anton de Kom, mensenrechtenactivist                                                                    |      | onbekend                                                                                      | 1985       | Anton de Komstraat                                               |
| Monument voor wed. A.G.A. Uiterloo-Buttenbley                                                      | aardewerken wastobbe      | A.G.A. Uitenloo-Buttenbley, wasvrouw en sociaal werkster                                               |      | onbekend, ontwerp van Stanley UItenloo                                                        | 2012       | Anton de Komstraat                                               |
| SDG Butterfly Mural                                                                                | muurschildering           | Duurzameontwikkelingsdoelstellingen                                                                    |      | Fabian de Randamie                                                                            | 2021       | Anton de Kom Universiteit                                        |
| Borstbeeld van Anton de Kom                                                                        | borstbeeld                | Anton de Kom, mensenrechtenactivist                                                                    |      | Erwin de Vries                                                                                | 1986       | Anton de Kom Universiteit                                        |
| Standbeeld van Anton de Kom                                                                        | standbeeld                | Anton de Kom, mensenrechtenactivist                                                                    |      | onbekend                                                                                      | 2023       | Anton de Kom Universiteit                                        |
| Borstbeeld van Frits Tjong Ayong                                                                   | borstbeeld                | Frits Tjong Ayong, chirurg en directeur                                                                |      | Erwin de Vries                                                                                | 1996       | Koninginnestraat (Paramaribo), in het Sint Vincentius Ziekenhuis |
| Monument oorlogsvrijwilligers in Nederlands-Indië                                                  | zitbank                   | 3e Compagnie van de Surinaamse Schutterij Oorlogsvrijwilligers Tweede Wereldoorlog in Nederlands-Indië |      | onbekend                                                                                      | 1948       | Rodekruislaan, Memre Boekoe-kazerne                              |
| Borstbeeld van Goswami Tulsidas                                                                    | borstbeeld                | Tulsidas, Indiaas filosoof en schrijver                                                                |      | onbekend                                                                                      | 1998       | Kwattaweg, bij Mátá Gauri                                        |
| Standbeeld van Jagernath Lachmon                                                                   | standbeeld                | Jagernath Lachmon, grondlegger VHP                                                                     |      | onbekend, uit India                                                                           | 2014       | Jagernath Lachmonstraat , De Olifant                             |
| Standbeeld van Cyrill Daal                                                                         | standbeeld                | Cyrill Daal, vakbondsleider                                                                            |      | Erwin de Vries                                                                                | 1991       | Dr. Sophie Redmondstraat, Pater Weidmannplein                    |
| Vriendschapsmonument 1853-2003                                                                     | beeldhouwwerk/plaquette   | 150-jarig jubileum Chinese immigratie                                                                  |      | Paul Woei                                                                                     | 2003       | Jagernath Lachmonstraat                                          |
| Plaquette van het Nationaal Archief                                                                | Plaquette                 | inauguratie Nationaal Archief Suriname                                                                 |      | onbekend                                                                                      | 2010       | Jagernath Lachmonstraat, Nationaal Archief                       |
| Borstbeeld van André Loor                                                                          | borstbeeld                | André Loor, historicus                                                                                 |      | Erwin de Vries                                                                                | 2012       | Jagernath Lachmonstraat, Nationaal Archief                       |
| Monument van de verdwenen graven                                                                   | gedenkzuil                | verdwenen of onvindbare graven                                                                         |      | John Nathoe, ontwerp van Glenn Fung Loy                                                       | 2015       | Jagernath Lachmonstraat, begraafplaats Sarwa Oedai               |
| Monument 7 juni 1989                                                                               | sculptuur                 | SLM-ramp, grootste vliegramp uit Surinaamse geschiedenis                                               |      | Pronto en Waka Tjopu                                                                          | 1989       | Jagernath Lachmonstraat, Rusthof                                 |
| Gedenksteen voor J.F. Waakhuyzen                                                                   | gedenkplaat               | J.F. Waakhuyzen, medeoprichter Court Charity                                                           |      | onbekend                                                                                      | 1985       | Jagernath Lachmonstraat, Waakhuyzenstraat                        |
| Borstbeeld van Jozef Weidmann                                                                      | borstbeeld                | Jozef Weidmann, voorvechter Kiesrecht in Suriname                                                      |      | Jozef Klas                                                                                    | 1966       | Limesgracht                                                      |
| Standbeeld van Jozef Weidmann                                                                      | standbeeld                | Jozef Weidmann, voorvechter van kiesrecht in Suriname                                                  |      | Jozef Klas                                                                                    | 1975       | Dr. Sophie Redmondstraat, Pater Weidmannplein                    |
| Gedenksteen voor Lieve Hugo                                                                        | gedenkplaat               | Lieve Hugo, vooraanstaand Kaseko-zanger                                                                |      | onbekend                                                                                      | 2023       | Limesgracht                                                      |
| Standbeeld van J.C. de Miranda                                                                     | standbeeld                | premier Julius Caesar de Miranda                                                                       |      | Leo Braat                                                                                     | 1961       | Mr. Dr. J.C. de Mirandastraat                                    |
| Boom geplant voor het One million trees-programma                                                  | groenhartboom             | geplant door Suralco in het kader van vergroening in de bebouwde gebieden                              |      | n.v.t.                                                                                        | 2003       | Mr. Dr. J.C. de Mirandastraat                                    |
| Boom geplant voor Statuut voor het Koninkrijk der Nederlanden                                      | mamabon                   | overeenkomst tussen de landen van het Koninkrijk der Nederlanden                                       |      | n.v.t.                                                                                        | 1954       | Mr. Dr. J.C. de Mirandastraat, voor het oude parlementsgebouw    |
| Wilhelminaboom                                                                                     | cederboom                 | troonsbestijging Koningin Wilhelmina                                                                   |      | n.v.t.                                                                                        | 1898       | Onafhankelijkheidsplein                                          |
| Standbeeld van Jagernath Lachmon                                                                   | standbeeld                | Jagernath Lachmon, partij en parlementsvoorzitter                                                      |      | Erwin de Vries                                                                                | 2002       | Onafhankelijkheidsplein                                          |
| 40 jaar staatkundige onafhankelijkheid                                                             | plaquette                 | 40-jarig jubileum onafhankelijkheid                                                                    |      | onbekend                                                                                      | 2015       | Onafhankelijkheidsplein                                          |
| Standbeeld van Johan Adolf Pengel                                                                  | standbeeld                | Johan Adolf Pengel, partijvoorzitter en premier                                                        |      | Stuart Robles de Medina                                                                       | 1974       | Onafhankelijkheidsplein                                          |
| Medaillon van koning Willem III                                                                    | medaillon                 | afschaffing van de slavernij tijdens regering Koning Willem III                                        |      | Abraham Salm                                                                                  | 1913       | Onafhankelijkheidsplein, gevel oud-ministerie van Financiën      |
| Inheems monument                                                                                   | gedenkzuil                | Uitbuiting, onderdrukking, en overheersing door koloniale machthebbers                                 |      | August Bohé                                                                                   | 2019       | Palmentuin                                                       |
| Beeld van Ruben Klas                                                                               | standbeeld                | Ruben Klas, overleden zoon van Jozef Klas                                                              |      | Jozef Klas                                                                                    | onbekend   | Palmentuin, Grote Combéweg                                       |
| 5 jaar Mr. Dr. J.C. de Miranda Lyceum                                                              | beeld                     | 5-jarig jubileum Mr. Dr. J. C. de Miranda Lyceum                                                       |      | Han ter Keurs                                                                                 | 1971       | Passiebloemstraat                                                |
| Twee Beelden                                                                                       | standbeeld                | nieuw gebouw Technische School (STS)                                                                   |      | Jo Rens                                                                                       | 1959       | Passiebloemstraat                                                |
| Wojo Oema                                                                                          | standbeeld                | marktvrouw                                                                                             |      | Jozef Klas                                                                                    | onbekend   | William Kraanplein                                               |
| Borstbeeld van José de San Martín                                                                  | borstbeeld                | José de San Martín, stichter Argentinië                                                                |      | Miguel Ángel Villalba                                                                         | 2017       | Dr. Sophie Redmondstraat                                         |
| Vrijheidsbeeld Kwakoe                                                                              | standbeeld                | slavernijmonument, genoemd naar Quaco (uitspraak Kwakoe)                                               |      | Jozef Klas                                                                                    | 1963       | Dr. Sophie Redmondstraat                                         |
| Gedenkteken Ronald Abaisa                                                                          | gedenkteken               | Ronald Abaisa, gedode vakbondsleider tijdens de protesten van 1973                                     |      | Jack Pinas                                                                                    | 1974       | Dr. Sophie Redmondstraat                                         |
| Standbeeld van Fred Derby                                                                          | standbeeld                | Fred Derby, vakbondsleider en grondlegger SPA (1987)                                                   |      | Erwin de Vries                                                                                | 2012       | Dr. Sophie Redmondstraat, Pater Weidmannplein                    |
| Monument ter nagedachtenis aan slachtoffers van schending van mensenrechten vanaf 25 februari 1980 | beeld                     | slachtoffers tijdens het militaire regime in Suriname                                                  |      | William Lie A Njoek                                                                           | 1993       | Dr. Sophie Redmondstraat                                         |
| Borstbeeld van Frank Essed                                                                         | borstbeeld                | Frank Essed, bosbouwkundige en politicus                                                               |      | Erwin de Vries                                                                                | 1995       | Dr. Sophie Redmondstraat                                         |
| Borstbeeld van Jules Sedney                                                                        | borstbeeld                | Jules Sedney, minister en premier                                                                      |      | Jules Brand-Flu                                                                               | 2013       | Jules Sedney Haven                                               |
| Borstbeeld van Hendrik Sylvester                                                                   | borstbeeld                | Hendrik Sylvester, vakbondsleider                                                                      |      | Jules Brand-Flu                                                                               | 2014       | Dr. Sophie Redmondstraat, Pater Weidmannplein                    |
| Borstbeeld van Sun Yat-sen                                                                         | borstbeeld                | Sun Yat-sen, Chinees leider                                                                            |      | onbekend                                                                                      | 1966       | Dr. Sophie Redmondstraat, Kong Ngie Tong Sang                    |
| Gedenkzuil van Trefossa                                                                            | gedenkzuil                | Trefossa, grondlegger Surinaamse poëzie                                                                |      | Glenn Fung Loy                                                                                | 2005       | Dr. Sophie Redmondstraat, bij het crematorium                    |
| Borstbeeld van Jnan Adhin                                                                          | borstbeeld                | Jnan Adhin, minister, taalkundige en rechtsgeleerde                                                    |      | Indiaas kunstenaar bijgewerkt door Iwan Verwey                                                | 2023       | Dr. Sophie Redmondstraat, tegenover de A.T. Calorschool          |
| Gedenksteen 150 jaar C. Kersten & Co                                                               | gedenkplaat               | 150-jarig jubileum C. Kersten & Co                                                                     |      | W.P. Krieger                                                                                  | 1918       | Steenbakkerijstraat, Grote Stadskerk                             |
| Gedenkzuil 200 jaar C. Kersten & Co                                                                | gedenkzuil                | 200-jarig jubileum C. Kersten & Co                                                                     |      | Nicolaas Wijnberg                                                                             | 1968       | Steenbakkerijstraat                                              |
| Carillon van Jong A Kiem                                                                           | klokkenspel               | klokkenspel, met Surinaamse liedjes gecomponeerd door Eddy Snijders                                    |      | onbekend                                                                                      | 1964       | Steenbakkerijstraat                                              |
| 500 jaar Evangelische Broedergemeente                                                              | gedenkplaat               | Evangelische Broedergemeente (EBG), 500-jarig jubileum                                                 |      | Louis Wijdenbosch                                                                             | 1957       | Steenbakkerijstraat, Grote Stadskerk van de EBGS                 |
| Borstbeeld van dokter Mac Donald                                                                   | borstbeeld (verdwenen)    | H.A. (Henk) Mac Donald, huisarts en musicus in de Mac Beaters                                          |      | Erwin de Vries                                                                                | 1971       | Tourtonnelaan                                                    |
| Statenmonument                                                                                     | beeldengroep              | 100-jarig jubileum Staten van Suriname                                                                 |      | Stuart Robles de Medina                                                                       | 1966       | Vaillantsplein                                                   |
| Carillon                                                                                           | klokkenspel               | klokkenspel, geschenk Nederlandse Eerste en Tweede Kamer                                               |      | Klokkengieterij Eijsbouts                                                                     | 1978       | Vaillantsplein                                                   |
| Standbeeld van André Kamperveen                                                                    | standbeeld                | André Kamperveen, voetbaltopper en multisporter                                                        |      | Erwin de Vries                                                                                | 2000       | Letitia Vriesdelaan                                              |
| Plaquette 50 jaar André Kamperveenstadion                                                          | plaquette                 | 50-jarig jubileum                                                                                      |      | onbekend                                                                                      | 2003       | Letitia Vriesdelaan                                              |
| Gedenkzuil voor Maria Jacoba Paulina Oostburg-Cop                                                  | plaquette                 | Maria Jacoba Paulina Oostburg-Cop, oprichtster Surinaamse Meisjes Club                                 |      | onbekend                                                                                      | 2005       | Letitia Vriesdelaan, Olivadorp                                   |
| Monument gesneuvelden Binnenlandse Oorlog                                                          | obelisk                   | Binnenlandse Oorlog                                                                                    |      | onbekend                                                                                      | 2016       | Waterkant                                                        |
| Monument voor Gesneuvelde Militairen 1986-1992                                                     | gedenkzuil                | gevallen militairen tijdens de Binnenlandse Oorlog                                                     |      | onbekend                                                                                      | 2016       | Gravenberchstraat                                                |
| Koreaanse Oorlogsmonument                                                                          | beeldengroep              | ter ere van de 115 vrijwilligers die tegen het communisme vochten in de Koreaanse Oorlog               |      | onbekend                                                                                      | 2009       | Waterkant                                                        |
| Nationale gedenkplaat voor de afschaffing van de slavernij                                         | plaquette                 | afschaffing van de slavernij                                                                           |      | onbekend                                                                                      | 2018       | Waterkant                                                        |
| Hart van de Liefde                                                                                 | sculptuur                 | liefdesslot                                                                                            |      | onbekend                                                                                      | 2019       | Waterkant                                                        |
| Monument voor de Gevallenen                                                                        | standbeeld                | Surinaamse slachtoffers in de Tweede Wereldoorlog                                                      |      | Charles Nieleveld                                                                             | 1950       | Waterkant                                                        |
| Boom geplant voor 75 jaar Hindoestaanse immigratie                                                 | niemboom                  | 75-jarig jubileum                                                                                      |      | n.v.t.                                                                                        | 1948       | Waterkant                                                        |
| Plaquette 106 jaar Hindoestaanse immigratie                                                        | plaquette                 | 106-jarig jubileum                                                                                     |      | Krishnapersad Khedoe                                                                          | 1979       | Waterkant                                                        |
| Stenen Trap                                                                                        | plaquette                 | 155-jarig jubileum Ketikoti                                                                            |      | onbekend                                                                                      | 2018       | Waterkant                                                        |
| Boom geplant voor 148 jaar Hindoestaanse immigratie                                                | niemboom                  | 148-jarig jubileum                                                                                     |      | n.v.t.                                                                                        | 2021       | Waterkant                                                        |
| Gedenkzuil Centrale Bank van Suriname                                                              | beeldengroep/gedenkzuil   | 30-jarig jubileum Centrale Bank                                                                        |      | Erwin de Vries                                                                                | 1987       | Waterkant, achtererf van de bank                                 |
| Gedenksteen voor dominee G.C. Steijnis                                                             | gedenkplaat               | Dr. G.C. Steijnis, predikant                                                                           |      | J. Rinse jr.                                                                                  | 1892       | Waterkant, Maarten Lutherkerk                                    |
| Monument van de Revolutie                                                                          | gedenkzuil                | Sergeantencoup                                                                                         |      | Jules Chin A Foeng                                                                            | 1981       | Waterkant, voormalig Hoofdbureau van Politie                     |
| Standbeeld van een kotomisi                                                                        | standbeeld                | vrouw in koto-kleding                                                                                  |      | Jo Rens                                                                                       | 1962       | Kleine Waterstraat, Torarica Resort                              |
| Borstbeeld van Erwin de Vries                                                                      | borstbeeld                | Erwin de Vries, beeldend kunstenaar                                                                    |      | Erwin de Vries zelf                                                                           | 2017       | Kleine Waterstraat, bij Café 't Vat                              |
| Gedenkplaquette in Fort Zeelandia                                                                  | plaquette                 | slachtoffers in Fort Zeelandia                                                                         |      | onbekend, idee Frans Fontaine                                                                 | 1996       | Fort Zeelandia                                                   |
| Nationaal monument Bastion Veere                                                                   | plaquette                 | slachtoffers Decembermoorden                                                                           |      | onbekend                                                                                      | 2009       | Fort Zeelandia                                                   |
| Standbeeld van koningin Wilhelmina                                                                 | standbeeld                | koningin Wilhelmina                                                                                    |      | Gerard van Lom                                                                                | 1923       | Fort Zeelandiaweg                                                |
| Mathoora, Ramjanee en Rajgaroo                                                                     | beeldengroep              | symbolen van verzet en strijd tegen uitbuiting                                                         |      | Ajay Permaul                                                                                  | 2023       | Zeelandiaweg                                                     |
| Met een anker zijn we verankerd                                                                    | kunstwerk                 | verankering van de Hindoestanen in Suriname                                                            |      | Aniel Manurat                                                                                 | 2023       | Zeelandiaweg                                                     |
| 100 jaar afschaffing slavernij                                                                     | plaquette                 | Afschaffing van de slavernij in Suriname                                                               |      | onbekend                                                                                      | 1963       | Zorg en Hoop                                                     |
| Boom geplant voor Afschaffing van de slavernij in Suriname                                         | groenhartboom             | 100-jarig jubileum                                                                                     |      | geplant door eega Currie                                                                      | 1963       | Louis Doedelplein                                                |
| Dankbaarheidsmonument                                                                              | standbeeld                | dankbaarheid voor steun tijdens en na de Tweede Wereldoorlog                                           |      | Mari Andriessen                                                                               | 1955       | Zwartenhovenbrugstraat, De Sivaplein                             |
| Boom geplant voor de geboorte van prinses Beatrix                                                  | onbekend                  | geboorte van de toonopvolgster van het Koninkrijk der Nederlanden                                      |      | n.v.t.                                                                                        | 1938       | onbekend                                                         |
| Switi Rauw Streetfest                                                                              | straatkunst               | stadsverfraaiing                                                                                       |      | meerdere kunstenaars                                                                          | 2012       | meerdere locaties                                                |